# Pawina Thongsuk
Pawina Thongsuk (in thailandese ปวีณา ทองสุก; 18 aprile 1979) è una sollevatrice thailandese.

## Palmarès
- Giochi olimpici

Atene 2004: oro nei 75 kg.
- Mondiali

Varsavia 2002: oro nei 69 kg.
Doha 2005: oro nei 63 kg.
- Giochi asiatici

Busan 2002: argento nei 69 kg.